# Era silenciosa
La Era silenciosa —en estonio: vaikiv ajastu— fue el período comprendido entre 1934 y 1938 (o 1940, según algunas interpretaciones) en la historia de Estonia. Comenzó con el autogolpe preventivo del 12 de marzo de 1934, llevado a cabo por el primer ministro Konstantin Päts, con el objetivo de evitar una presunta toma del aparato estatal por parte del influyente Movimiento Vaps, una organización política nacionalista formada por veteranos de guerra.

## Antecedentes

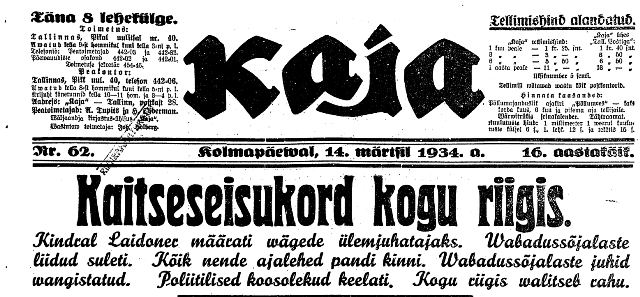
Pie de foto del periódico Kaja anunciando el comienzo del estado de protección dirigido por el general Laidoner el 14 de marzo de 1934.

En el tenso clima que dominaba Europa en 1934 —cuando figuras como Adolf Hitler y Benito Mussolini eran admiradas como modelos por movimientos autoritarios y nacionalistas en varios países—, muchos de los líderes de la República democrática de Estonia también consideraban que la posible toma del poder por parte de un grupo similar, el Movimiento Vaps, representaba una amenaza creíble e inminente. Alegando la existencia de dicho peligro, el entonces primer ministro Konstantin Päts, amparado en la autoridad conferida por la recién adoptada Constitución de 1933, proclamó el estado de emergencia nacional el 12 de marzo. Acto seguido, nombró al general Johan Laidoner —líder popular de la Guerra de Independencia y opositor conocido del liderazgo vaps— como comandante de las fuerzas armadas.
Se disolvieron las organizaciones de veteranos, se arrestó a más de 400 miembros del movimiento y se prohibió toda actividad política organizada en el país. Asimismo, todos los miembros del Movimiento Vaps fueron destituidos de sus cargos en gobiernos locales, la administración pública y la Liga de Defensa. El parlamento en funciones aprobó de inmediato estas medidas.
No obstante, cuando Päts decretó el aplazamiento de las elecciones tanto para Jefe de Estado como para el Parlamento —previstas para la primavera de 1934, según lo estipulado en la nueva constitución—, surgió oposición durante una sesión especial convocada por el propio parlamento, dado que la constitución no permitía postergar las elecciones por decreto. Como respuesta, Päts suspendió permanentemente dicha sesión y gobernó por decreto hasta que se redactara y adoptara una nueva constitución. Así, la toma del poder por parte del gobierno de Päts constituyó un golpe de Estado de facto, pero también de jure, ya que todo el proceso fue ilegal conforme a la constitución vigente en 1934.

## Usos del término
El término «era silenciosa» fue introducido por primera vez por Kaarel Eenpalu, primer ministro del país entre 1938 y 1939 y firme partidario de Konstantin Päts, jefe de Estado estonio durante ese periodo. Sin embargo, con el tiempo el concepto se ha empleado más frecuentemente para describir el silenciamiento de la oposición al círculo gobernante de Päts. También refleja el aparente consenso nacional de aceptar la supresión temporal de ciertos derechos civiles y políticos en nombre del «orden», tras años de inestabilidad política.
El gobierno de Päts no se caracterizó por una represión especialmente severa: casi todos los encarcelados en 1934 fueron liberados en 1938, y ninguno de los exjefes de Estado (Ants Piip, Juhan Kukk, Jaan Teemant y Jaan Tõnisson) que firmaron el crítico «Memorándum de los Cuatro Jefes de Estado» —publicado en un periódico de la vecina Finlandia en octubre de 1936, en el que pedían a Päts el fin inmediato de las restricciones a los derechos civiles y políticos y el restablecimiento del gobierno democrático— fue acosado por su gobierno. Cuando se celebraron elecciones parlamentarias en 1938 bajo la nueva constitución de 1937, los candidatos opositores lograron 16 escaños de los 64 que conformaban la cámara baja del Parlamento.
Suele considerarse que la «era silenciosa» concluyó ya sea con la entrada en vigor de la nueva constitución el 1 de enero de 1938, o con las elecciones parlamentarias celebradas en febrero de ese mismo año. Algunas fuentes extienden el periodo hasta la invasión y ocupación soviética de Estonia en junio de 1940.

### Otras lecturas
- Frucht, R. C. (2005). Eastern Europe: An introduction to the people, lands, and culture / editado por Richard Frucht. Santa Barbara, Calif: ABC-CLIO. Página 78.

- Datos: Q5384797